# Felix Hoblík
Felix Hoblík (13. ledna 1888, Mikolajice – 5. června 1951) byl český římskokatolický kněz, vojenský kurát a tajný papežský komoří.
Po maturitě na gymnáziu v Lublani v roce 1907 vstoupil do olomouckého kněžského semináře, kněžské svěcení přijal roku 1911. Od roku 1912 byl kaplanem ve Vlčnově až do 1. září 1914, kdy se stal polním kurátem. Jako vojenský duchovní působil v Praze, Hulíně a Kroměříži a dlouho také v Trnavě, z níž byl kolem roku 1931 přeložen do Terezína ke 42. pěšímu pluku. V roce 1934 byl jmenován biskupským notářem litoměřické diecéze a stal se duchovním správcem 8. pěší divize v Hranicích. Od roku 1936 působil v Trenčíně, po rozpadu Československa byl emeritován a vrátil se na Moravu. Dne 25. května 1939 jej papež Pius XII. jmenoval tajným komořím Jeho Svatosti. Během druhé světové války žil Felix Hoblík v Přerově, po jejím skončení vyučoval společenskou nauku v Arcibiskupském kněžském semináři v Olomouci.

## Dílo
- Sbírka přednášek, Hranice 1935-1936
- Důstojník gentleman (1. vydání), Valašská knih- a kamenotiskárna, Valašské Meziříčí 1937
- Důstojník gentleman (2. vydání), Typos, Brno 1938

## Překlady
- Joseph Dassonville: Trojí pouto rodiny, Universum, Praha 1933
- Pierre Lhande: Evangelium nad střechami, Universum, Praha 1934